# Darnell Fisher
Darnell Fisher (Reading, 4 april 1994) is een Engels voetballer die bij voorkeur als rechtsback speelt. Hij stroomde in 2013 door vanuit de jeugd van Celtic.

## Clubcarrière
Celtic haalde Fisher in 2011 weg bij Farnborough. Hij debuteerde voor de Schotse topclub op 19 oktober 2013 op Easter Road tegen Hibernians. Hij startte in de basiself en speelde de volledige wedstrijd, die op een 1-1 gelijkspel eindigde. Hij verschijnt regelmatig in de basiself als rechtsback, waar hij met Adam Matthews en Mikael Lustig twee internationals heeft als concurrenten.

## Palmares
Celtic FC
- Landskampioen Schotland

2014, 2015
1 Schmeichel ·
2 Johnston ·
3 Taylor ·
5 Scales ·
6 Trusty ·
7 Palma ·
8 Furuhashi ·
9 Idah ·
10 Kühn ·
12 Sinisalo ·
13 Yang ·
14 McCowan ·
15 Holm ·
17 Nawrocki ·
20 Carter-Vickers ·
27 Engels ·
28 Bernardo ·
29 Bain ·
38 Maeda ·
41 Hatate ·
42 McGregor  ·
49 Forrest ·
56 Ralston ·
57 Welsh ·
Coach: Rodgers